# 臺北市立圖書館王貫英紀念圖書館

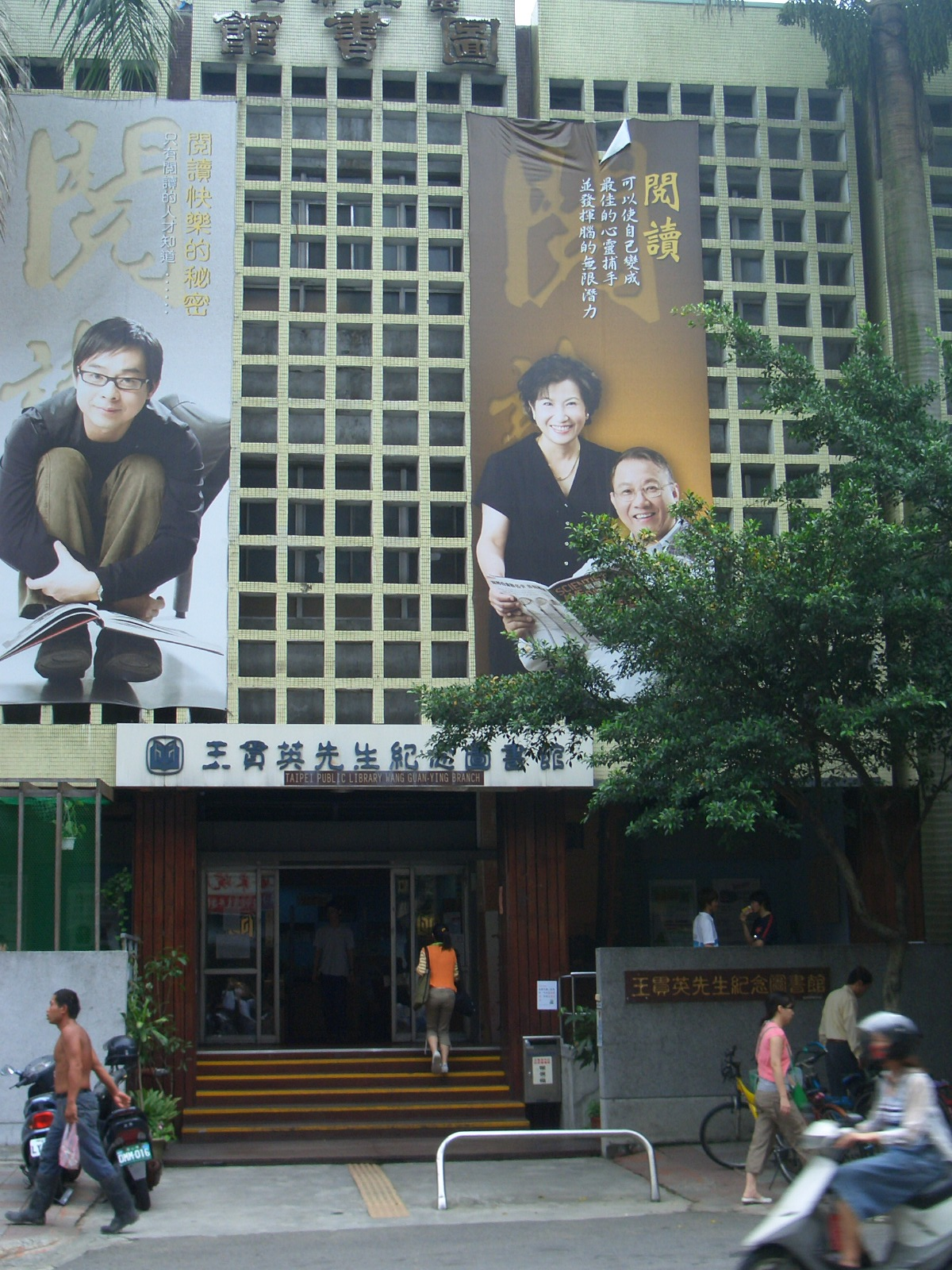
圖書館入口（2006年）

臺北市立圖書館王貫英先生紀念圖書館（英文名稱為Taipei Public Library Wang Guan-Ying Branch，簡稱王貫英紀念館、王貫英圖書館、貫英分館），現有館舍原名「臺北市立圖書館古亭分館」，為臺北市立圖書館的分館，編號為E11。
目前館舍座落於中正區汀州路二段265號（汀州路金門街口），距捷運古亭站及台電大樓站各約400公尺路程。館藏特色為旅遊，館舍自地上3樓至地下1樓。
此分館為紀念慈善家王貫英而更名，與紀念前立法院院長張道藩的道藩紀念圖書館（一般稱為道藩分館）與李科永文教基金會捐資興建的李科永紀念圖書館，為目前台北市立圖書館中的三座紀念圖書館。
該館舍過去在1957年至1990年間，為北市圖之（臨時）總館；其中有一段時間館舍維修，總館暫遷至信義路，後又遷回。

## 歷史

### 汀州路館舍歷史

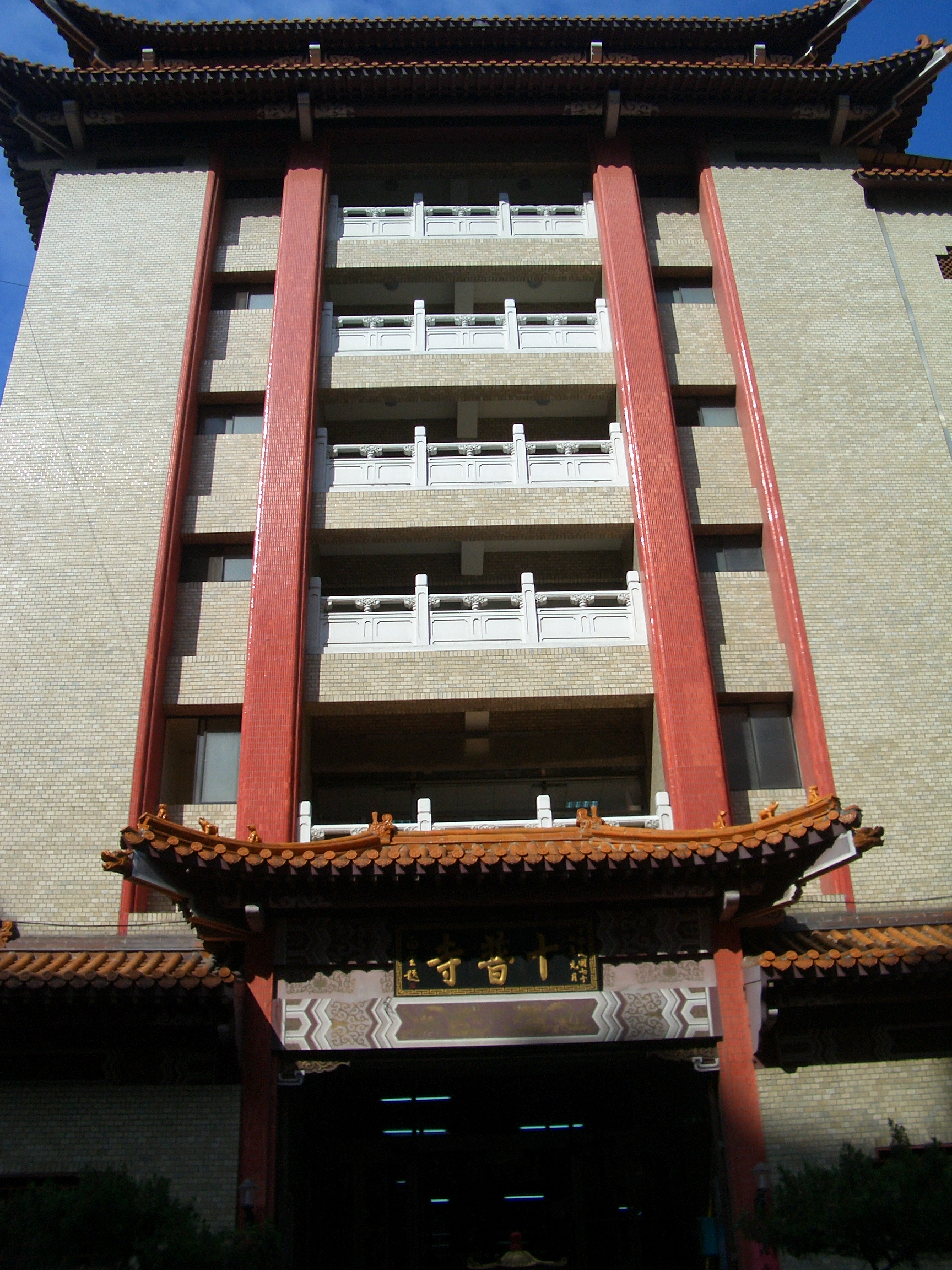
台北的十普寺，原台北市立古亭圖書館的創辦初址

1946年，此分館前身古亭圖書館，在台北市參議員林章恩、地方人士周宗善等倡議下成立，館舍初使用「了覺寺」(今十普寺)。1952年與松山、城西、城北圖書館合併後，成為古亭分館。
1957年，總館從城北館舍轉設於本館舍，為北市圖歷史上的第三座總館。1978年，館舍改建完工，大門由原面對金門街改為面對汀州路（原為台灣鐵路管理局新店線），臨時總館依舊設於此處，直到建國南路總館於1990年啟用為止，復名為古亭分館。現在館舍大門正上方，仍留有當時台北市立圖書館的七個大字。
1998年12月25日，王貫英逝世。1999年，古亭分館更名為“王貫英紀念圖書館”，除於館內設立紀念室，並於館舍旁設立紀念園。下表為此建築物空間利用一覽表。

### 中華路館舍歷史
王貫英為回饋社會、推動圖書教育，向臺北市政府單位租借公有地下室，於中華路二段301巷1之1號地下1樓設立「貫英圖書館」。北市圖亦協助該圖書館的經營，在當時該館舍又被稱為「王貫英先生閱覽室」。
王貫英先生過世後，因為館舍所在地不利繼續做為圖書館，故將館內書籍與文物併入原北市圖古亭分館，並於汀州路館舍內設立紀念室陳列文物。

## 館舍分區
| 樓層             | 分區                                                                                     |
| 王貫英紀念圖書館 |                                                                                          |
| 3樓              | 多功能活動室、中外文暨新到圖書區、閱覽暨自修區                                           |
| 2樓              | 兒童閱覽區、親子共讀區、參考資料區、館藏特色區、青少年閱覽區                             |
| 1樓              | 綜合服務台、主題展示暨資訊檢索區、期刊報紙閱覽區、哺集乳室、視聽資料區、王貫英先生紀念室 |
| B1樓             | 密集書庫                                                                                 |
| 本館東南側       | 王貫英先生紀念公園（王貫英紀念園）                                                       |

### 紀念室
紀念室內展示有王貫英先生之、獎狀、銅像及原貫英圖書館書籍等文物。

### 紀念園
紀念園內則藉由設計，展現出王貫英先生「克勤克儉」、「勤勉踏實」、「平易近人」等特性。

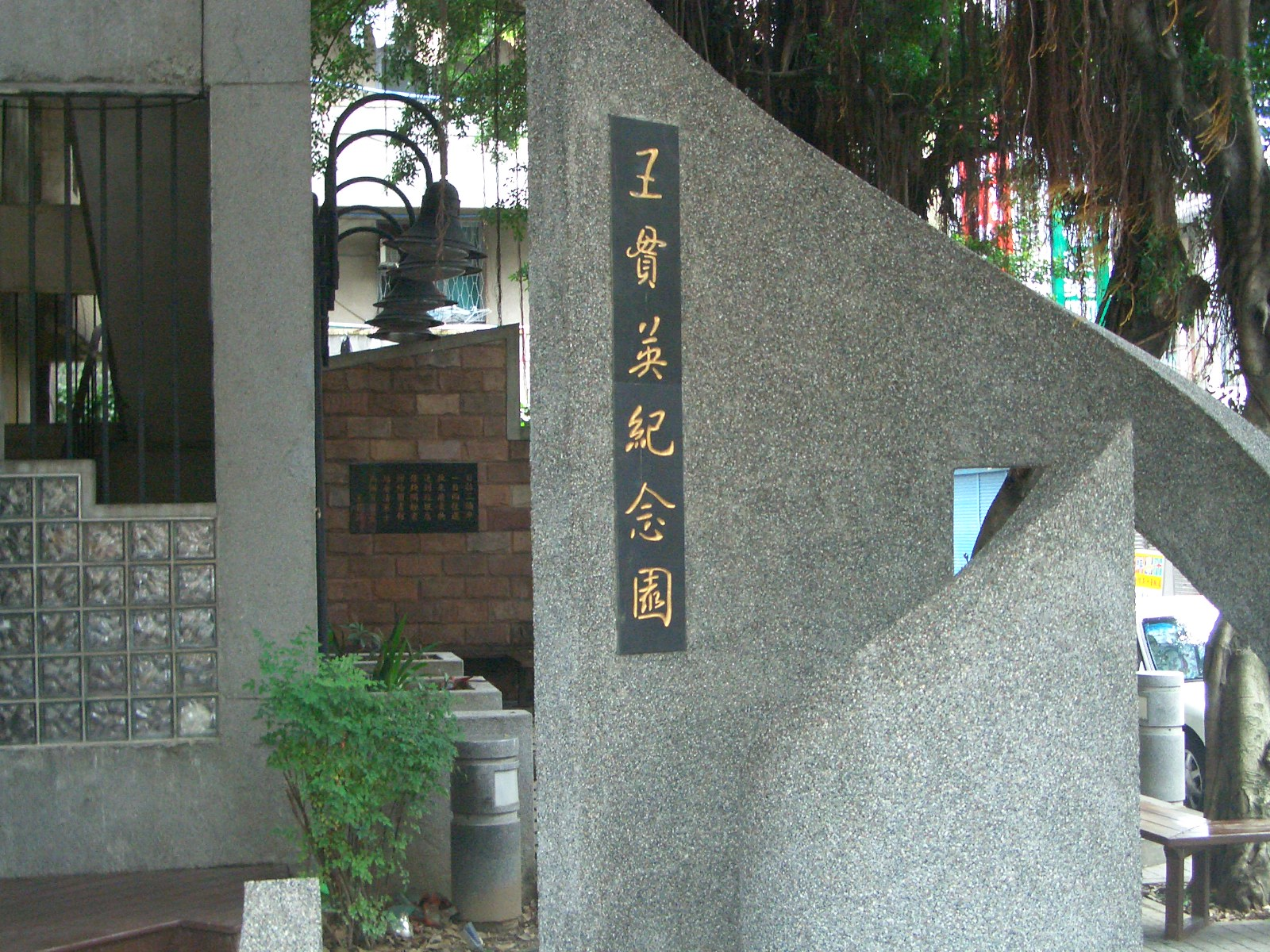
王貫英紀念園

## 交通位置

### 台北捷運
- 中和新蘆線、 松山新店線古亭站2號出口轉金門街
- 新店線台電大樓站4號出口師大路轉汀州路

### 聯營公車
- 河堤國小站：297、253、673、671、棕22
- 羅斯福金門街口站：1、208、251（含區間車）、252、254、278（含區間車）、297、606、644、648、660、849、藍28、復興幹線、羅斯福路幹線

## 外部連結
- 王貫英先生紀念圖書館簡介 （页面存档备份，存于）